# 太和 (东晋)
太和（366年－371年十一月），一作泰和，是東晋皇帝晉廢帝司馬奕的年号，由桓溫掌權。共计6年。
太和六年十一月，晋简文帝即位，改元咸安元年。

## 纪年
| 太和 | 元年  | 二年  | 三年  | 四年  | 五年  | 六年  |
| ---- | ----- | ----- | ----- | ----- | ----- | ----- |
| 公元 | 366年 | 367年 | 368年 | 369年 | 370年 | 371年 |
| 干支 | 丙寅  | 丁卯  | 戊辰  | 己巳  | 庚午  | 辛未  |

## 参看
- 中国年号索引
- 其他时期使用的太和年号
- 同期存在的其他政权年号
  - 凤凰（370年八月-九月）：东晋农民起义李弘、李金银年号。
  - 升平：前凉政权年号
  - 建熙（360年-370年十一月）：前燕政权慕容暐年号
  - 建元（365年-385年七月）：前秦政权苻坚年号
  - 建国（338年十一月-376年）：代政权拓跋什翼犍年号

| 前一年號： 兴宁 | 中国年号 | 下一年號： 咸安 |